# The Legend of Spyro: The Eternal Night
 (mars 2020).
Si vous disposez d'ouvrages ou d'articles de référence ou si vous connaissez des sites web de qualité traitant du thème abordé ici, merci de compléter l'article en donnant les références utiles à sa vérifiabilité et en les liant à la section « Notes et références ».
The Legend of Spyro: The Eternal Night est un jeu vidéo de plates-formes développé par Krome Studios et édité par Sierra Entertainment en 2007 sur Nintendo DS, PlayStation 2, Wii et Game Boy Advance. Il s'agit du onzième épisode de la série Spyro the Dragon et le deuxième épisode de la nouvelle série The Legend of Spyro .

## Scénario
L'histoire se poursuit avec Spyro suivant Cynder à travers le marais entourant le temple du dragon. Spyro la rattrape et lui demande de ne pas partir. Cynder dit qu'elle est désolée pour ce qu'elle a fait dans le jeu précédent, et souhaite savoir où elle appartient dans le monde, croyant actuellement qu'elle n'a pas sa place au temple. Elle s'enfuit, laissant Sparx et Spyro seuls. Peu après son départ, le Temple est attaqué par les singes. Après que Spyro ait repoussé l'attaque, Ignitus, le chef des dragons et maître du feu, envoie Spyro chercher un arbre que Spyro a vu dans une vision (dans les rêves à suivre, il récupère ses pouvoirs, car il les a perdus à la fin dans A New Beginning). En même temps, Ignitus cherche de l'aide contre les singes. Alors que Spyro cherche l'arbre, il cherche également un autre dragon, le Chroniqueur, qui demande à Spyro dans la même vision de le trouver. Lorsqu'il trouve l'arbre il se transforme soudainement en un monstre d'arbre connu sous le nom d'Arborick et attaque Spyro. Pourtant, bien qu'Arborick ait été tué, Spyro est capturé par des pirates et emmené à bord de leur navire pour participer à des combats de gladiateurs.
Après que Spyro ait vaincu un troisième ennemi dans l'arène, il est fait combattre Cynder, que les pirates ont également capturé. Avant qu'ils ne puissent penser à un plan pour s'échapper ensemble, le navire pirate est soudainement attaqué par les singes, qui capturent Cynder. Après que Spyro se soit échappé du navire et ait vaincu le capitaine pirate Skabb, il découvre que les singes ont établi une base sur la montagne de Malefor, également connue sous le nom du Puits d’âmes, dans le but de faire revivre le Maître noir en utilisant un alignement lunaire appelé la Nuit éternelle. Il découvre également qu'ils gardent Cynder prisonnière, dans l'espoir de la tourner de leur côté.
Spyro finit par trouver le Chroniqueur, qui lui parle du Maître noir. Selon lui, Malefor a été le premier dragon violet, sa puissance brute lui a permis de maîtriser pratiquement tous les pouvoirs élémentaires. Lorsque sa croissance ne s'est pas arrêtée, il a été exilé et scellé par les aînés dragons, mais pas avant d'avoir enseigné aux singes comment utiliser la magie du dragon. Le chroniqueur veut que Spyro se cache du Maître noir jusqu'à plus tard, mais Spyro insiste pour aller au secours de Cynder.
Quand il arrive à la montagne, Gaul, le roi singe, ordonne à Cynder d'attaquer Spyro. Lorsqu'elle attaque Gaul à la place, il l'assomme et défie Spyro lui-même. Pendant le combat, l'alignement lunaire se produit, et l'énergie maléfique qu'il génère est canalisé à travers Spyro, ce qui le transforme en dragon sombre. Il utilise son immense pouvoir pour transformer la Gaule en pierre et fait exploser son corps, puis saute dans le faisceau de l'énergie maléfique. Cynder se réveille et fait sortir Spyro de la poutre, le libérant de la puissance de la poutre. Lorsque l'alignement passe, la montagne commence à s'effriter autour de Spyro, Sparx et Cynder. Se souvenant des paroles du chroniqueur sur le fait de sortir de la tempête, Spyro utilise ses pouvoirs pour s’en rapprocher de Cynder et Sparx pour former un énorme cristal afin de les protéger alors que le puits des âmes s'effondre. 
Scène post-générique
Spyro, Sparx et Cynder sont désormais prisonnier à l’intérieur du cristal, le chroniqueur dire que lorsque Spyro se réveillera, le monde sera différent mais lui assure également qu'il n'est pas seul. C’est ainsi que le Chasseur d'Avalar sera là pour le libérer.

## Système de jeu
Le gameplay de The Legend of Spyro: The Eternal Night est similaire à celui de son prédécesseur.

## Personnages
| Personnage     | Originale Les Voix Anglaises | Voix Doublage Français |
| -------------- | ---------------------------- | ---------------------- |
| Spyro          | Elijah Wood                  | Alexandre Gillet       |
| Sparx          | Billy West                   | Guillaume Lebon        |
| Ignitus        | Gary Oldman                  | Gabriel Le Doze        |
| Cynder         | Mae Whitman                  | Nathalie Homs          |
| Volteer        | Corey Burton                 | Gilbert Levy           |
| Cyril          | Jeff Bennett                 | Martial Le Minoux      |
| Terrador       | Kevin Michael Richardson     | Marc Alfos             |
| Le Chroniqueur | Martin Jarvis                |                        |
| Mole-Yair      | Jeff Bennett                 | Gilbert Levy           |
| Skabb          |                              |                        |
| Scratch        | Jeff Bennett                 | Martial Le Minoux      |
| Sniff          | Kevin Michael Richardson     |                        |
| Gaul           | Kevin Michael Richardson     |                        |
| Malefor        | Mark Hamill                  | Martial Le Minoux      |

Localisation pour la France fait par: Evocati - Hifi-Génie.